# 쇼신왕
쇼신왕(일본어: 尚真王 상진왕[*]; 1465년 ~ 1527년 1월 13일)은 류큐왕국 제2쇼씨 왕조의 제3대 류큐 국왕(재위: 1477년 ~ 1527년)이자 제9대 류큐 국왕이다. 신호(神號)는 오기야카모위(於義也嘉茂慧)이다.
쇼엔왕의 아들이다. 아버지의 명복을 빌기위해 1501년에 아버지의 유골을 다마우둔을 지어 그곳에서 보관하게 하였다. 1500년, 야에야마 제도를 병합하고 1522년에는 요나구니섬을 병합함으로써 류큐왕국의 전성기를 이루었다.

## 가족
- 아버지: 쇼엔왕
- 어머니: 요소에오오미오마에가나시 겟코 (世添大美御前加那志 月光, 아명은 오기야카 宇喜也嘉)
- 배우자:
  - 왕비: 쇼씨 쿄진(尚氏居仁, 쇼센이왕의 장녀)
  - 부인:
    - 오모토가네아지가나시 샤씨 카고(思戸金按司加那志 謝氏華后)
    - 메카루코(銘苅子)의 딸
- 자녀:
  - 장남: 폐세자 쇼이코(尚維衡, 일본 이름: 우라소에왕자 쵸만 浦添王子朝満)
  - 차남: 오오자토왕자 쇼초에이(大里王子 尚朝栄)
  - 삼남: 쇼쇼이(尚韶威, 일본 이름: 나키진왕자 쵸텐 今帰仁王子朝典)
  - 사남: 쇼료토쿠(尚龍徳, 일본 이름: 고에쿠왕자 쵸후쿠 越来王子朝福)
  - 오남: 쇼세이왕
  - 육남: 킨왕자 쇼쿄진(金武王子 尚享仁)
  - 칠남: 토미구스쿠왕자 쇼겐도(豊見城王子 尚源道)
  - 장녀: 사스카사아지카나시 쇼씨 지산(佐司笠按司加那志 尚氏慈山, 아명은 마나베타루 真鍋樽)